# Канаш Сергій Степанович
Сергій Степанович Канаш (23 вересня 1896, місто Ташкент, тепер Узбекистан — 29 листопада 1975, місто Ташкент, тепер Узбекистан) — радянський вчений у галузі селекції та насінництва бавовнику, директор Туркестанської селекційної станції. Депутат Верховної ради СРСР 2—4-го скликань. Академік Всесоюзної академії сільськогосподарських наук імені Леніна (1948), член-кореспондент Академії наук Узбецької РСР (1943), дійсний член Академії наук Узбецької РСР (1952). 

## Життєпис
Закінчив гімназію. З 1917 року — студент Петроградського університету.
У 1923 році закінчив Середньоазіатський державний університет у Ташкенті.
З 1923 року працював практикантом на Туркестанській селекційній станції в місті Ташкенті. У 1925—1929 роках — селекціонер, асистент, у 1930—1938 роках — завідувач відділу селекції, в 1939—1941 роках — заступник директора з наукової частини Туркестанської селекційної станції Узбецької РСР.
Член ВКП(б) з 1940 року.
У 1942—1959 роках — директор Туркестанської селекційної станції (Центральної селекційної станції Всесоюзного науково-дослідного інституту бавовництва) в місті Ташкенті.
Одночасно, в 1952—1956 роках — член президії, заступник голови, у 1956—1960 роках — голова відділення біологічних наук Академії наук Узбецької РСР.
У 1960—1965 роках — директор Науково-дослідного інституту селекції та насінництва бавовнику імені Зайцева в Ташкенті.
У 1965—1968 роках — завідувач відділу генетики Науково-дослідного інституту селекції та насінництва бавовнику імені Зайцева.
Розробляв теоретичні та методичні питання селекції бавовнику. Приділяв велику увагу виведенню сортів, придатних для механізованої обробки та збирання врожаю. Автор багатьох високопродуктивних, високовихідних сортів бавовнику. Під його керівництвом було виведено та впроваджено у виробництво сорти бавовнику — 8517, 8582, 8427, 18819, С-460, С-450, С-450-555. Вперше практично застосував та обґрунтував доцільність використання віддаленої міжвидової гібридизації у межах Gossypium. Одним з перших намітив шляхи використання диких форм для отримання промислових сортів, що мають стійкість до таких хвороб, як вілт і гомоз. Опубліковав близько 100 наукових праць.
Помер 29 листопада 1975 року в Ташкенті. Похований на Боткінському цвинтарі Ташкента.

## Вибрані праці
- Міжвидова гібридизація в межах різнохромозомних видів бавовнику. Москва-Ташкент, 1932
- Методика та техніка селекційної роботи, в книзі: Генетика, селекція та насінництво бавовнику. Москва-Ленінград, 1933
- Підсумки 25-річної роботи Центральної селекційної станції СоюзНДХІ, в книзі: Селекція бавовнику. Збірник наукових праць за редакцією С. Канаша. Ташкент. 1948

## Нагороди
- два ордени Леніна (8.07.1937,)
- чотири ордени Трудового Червоного Прапора (11.11.1946, 11.01.1957,)
- орден Червоної Зірки
- медаль «За доблесну працю у Великій Вітчизняній війні 1941—1945 рр.»
- Велика золота медаль Всесоюзної сільськогосподарської виставки
- медалі
- Сталінська премія ІІ ст. (1941) — за виведення високопродуктивних сортів бавовнику
- Заслужений діяч науки Узбецької РСР (1944)
- Заслужений діяч науки Таджицької РСР (1946)